# Партия социалистов и демократов
Партия социалистов и демократов (итал. Partito dei Socialisti e dei Democratici, PSD) — социал-демократическая политическая партия Сан-Марино.

## История партии
В начале XXI века группа депутатов Сан-Марино из Сан-Маринской социалистической партии и Партии демократов Сан-Марино (перешедшей на социал-демократические позиции части бывшей Сан-маринской коммунистической партии) образовала новую партию Сан-Марино, которая получила название «Партия социалистов и демократов». Так появилась самая молодая партия в этом карликовом государстве. Партию возглавляет бывший Капитан-регент Сан-Марино социалист Париде Андреоли. Первым капитаном-регентом от партии стал Федерико Педини Амати. Он занимал этот пост с 1 апреля по 1 октября 2008 года.

## Современное положение
На дебютных выборах в 2008 году партия получила превосходный результат: почти 32 % избирателей и 18 депутатов из 60.
По итогам парламентских выборов в 2012 году партия имела 10 представителей в парламенте Сан-Марино, получив менее 15 % голосов избирателей.
На выборах 2016 года, войдя в предвыборный блок с христианскими демократами, партия получила 7,2 % голосов и 3 места в парламенте.
На выборах 2019 года предвыборный блок нескольких левоцентристских и либеральных партий и движений, включая ПСД, получил 13,1 % голосов и 8 мест.

### Партийные капитаны-регенты
Следующим капитаном-регентов от партии была женщина, Денизе Бронцетти, с 1 октября 2012 года по 1 апреля 2013 год. Третьим Капитаном-регентом Сан-Марино с 1 октября 2013 года по 1 апреля 2014 года был Джан-Карло Капиккьони. Потом последовали и другие, такие как Гуэррино Дзанотти, Андреа Беллуцци, Марино Риккарди, Мирко Томассони, Микеле Муратори.